# Фолоника
Фоло̀ника (на италиански: Follonica) е град и община и важен морски курорт в централна Италия, провинция Гросето, регион Тоскана. Разположен е на 5 m надморска височина, на брега на Тиренското море. Населението на града е 22 142 души (към 31 декември 2009 г.).